# Джессі Мешберн
Джон Вільям Мешберн (англ. John William Mashburn; нар. 14 лютого 1933) — американський легкоатлет, який спеціалізувався в бігу на короткі дистанції.

## Із життєпису
Олімпійський чемпіон в естафеті 4×400 метрів (1956).
Чемпіон (в естафеті 4×400 метрів) та бронзовий призер (у бігу на 400 метрів) Панамериканських ігор (1955).
Чемпіон США з бігу на 440 ярдів (1953).
Ексрекордсмен світу в естафеті 4×440 ярдів.
По завершенні спортивної кар'єри працював брокером з нерухомості.

## Основні міжнародні виступи
| Рік  | Змагання             | Місто    | Місце | Дисципліна |
| ---- | -------------------- | -------- | ----- | ---------- |
| 1955 | Панамериканські ігри | Мехіко   | 3     | 400 м      |
| 1955 | 1                    | 4×400 м  |       |            |
| 1956 | Олімпійські ігри     | Мельбурн | 1     | 4×400 м    |